# بازسازی مانگرو

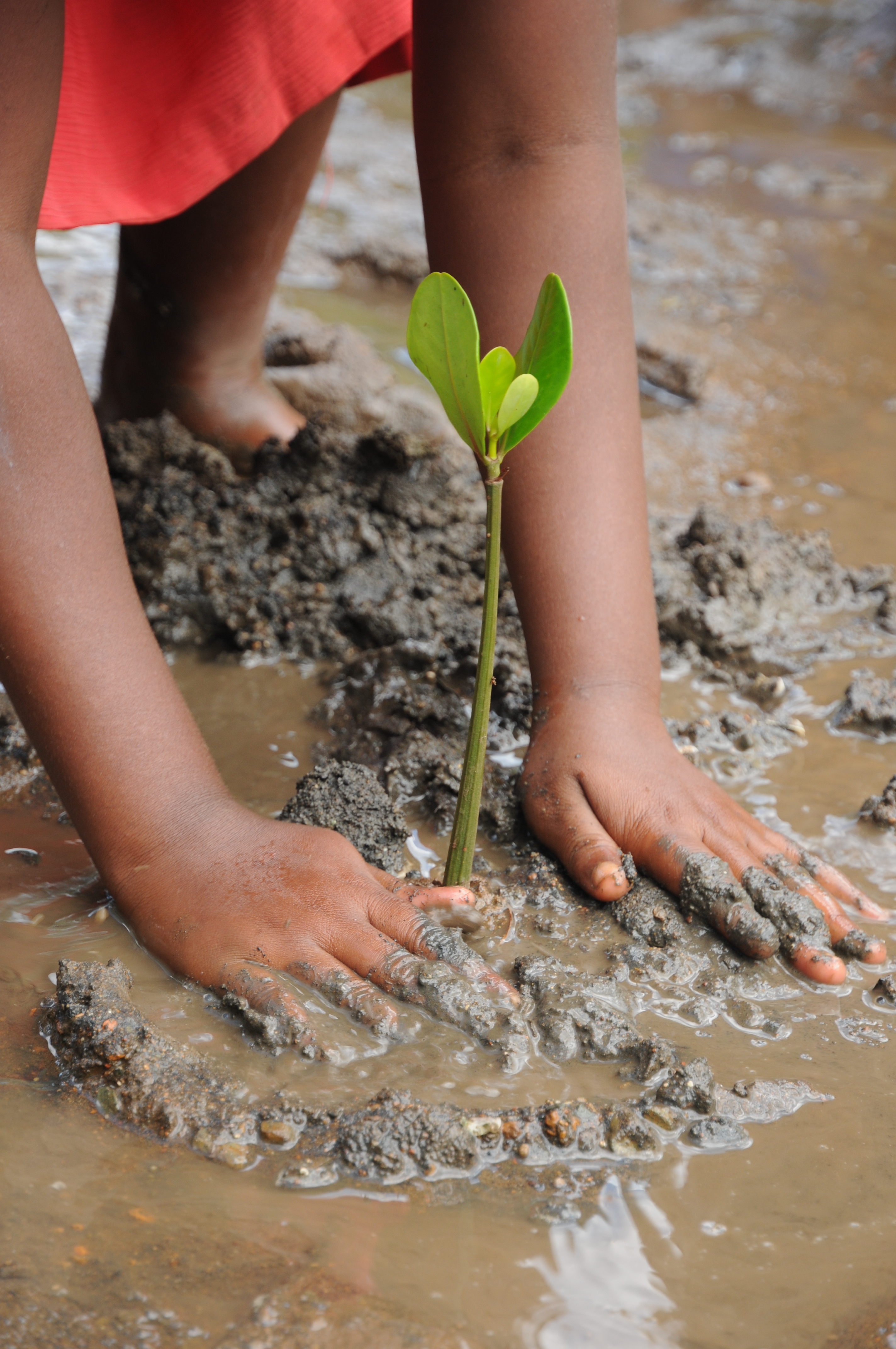
کاشت مجدد مانگرو در مایوت

بازسازی مانگرو یا بازسازی جنگل مانگرو (به انگلیسی: Mangrove restoration)، بازسازی اکوسیستم جنگلی مانگرو در مناطقی است که در گذشته وجود داشته است. عمل بازسازی مانگرو بر اساس رشته بوم‌شناسی بازسازی است که هدف آن «[کمک به] بازیابی تاب‌آوری و ظرفیت سازگاری اکوسیستم‌هایی است که دگرگون، آسیب‌دیده یا نابود شده‌اند». از آنجایی که مسائل زیست‌محیطی یک تهدید همیشگی هستند، بازیابی موفقیت‌آمیز یک اکوسیستم نه تنها به بازآفرینی شرایط پیشین آن، بلکه تقویت ظرفیت آن برای سازگاری با تغییرها در طول زمان نیاز دارد. جنگل‌های مانگرو به احتمال زیاد در نیمه بالایی پهنه جزرومدی رشد می‌کنند. اگر در زیر سطح جزر و مد کاشته شوند، یا در معرض افزایش بیش از اندازه سطح دریا قرار گیرند، ممکن است رشد نکنند. موفقیت همچنین به گونهٔ گزینش‌شده و مناسب بودن آن‌ها با شرایط کاشت و محیط بستگی دارد.